# 扁盘动物门
扁盤動物門（學名：Placozoa）是無脊椎動物的基群，由德国學者 Karl Gottlieb Grell（1912–1994）在1971年以黏絲盤蟲（Trichoplax adhaerens）為模式種建立，目前仅确认了四个物种，包括黏絲盤蟲以及2018年命名的香港海龍蟲（Hoilungia hongkongensis）、2019年命名的地中海多盤蟲（Polyplacotoma mediterranea）與2022年命名的Cladtertia collaboinventa，其中地中海多盤蟲最接近扁盘动物门的基幹。
扁盤動物是一類營自由生活的微型海生動物，是已知身體結構最為簡單的非寄生多細胞動物，在动物界中相当孤立，和其他动物類群之间缺乏关联性，這一點与多孔动物门的情况类似。

## 现存物种
丝盘虫是一种体型较小，形态扁平的动物，体长大约一毫米。无固定外形，但有恒定的腹背面区分，其腹面稍向内凹陷而背面较平。其体表为单层上皮組織，体内为松散的网格状星状细胞组成的间充质。上皮细胞具有纤毛，可以辅助其爬行。同时它的下表面可以吞噬作用摄入有机质碎屑，是一种食碎屑动物。它可以通过直接出芽生长出较小个体的方式进行无性繁殖。扁盘动物的一个演化支可进行有性繁殖。
一些絲盤蟲屬物种的细胞内具有立克次体目细菌的内共生体。目前已知有一种扁盘动物具有两种细菌内共生体：Grellia 共生于宿主细胞的内质网中，被认为参与到蛋白合成与膜组装的过程中，另一种内共生体 Margulisbacteria 居住于细胞内，并帮助细胞消化藻类，它们可以分解脂质并向宿主提供和氨基酸。
扁盘动物门在鈉離子通道上展现出了明显的进化多样性：在这个门中有5–7种不同类型的钠离子通道，比任何已知的无脊椎动物都多。